# Бриньяно-Джера-д’Адда
Бринья́но-Дже́ра-д’А́дда (итал. Brignano Gera d'Adda) — коммуна в Италии, располагается в регионе Ломбардия, в провинции Бергамо.
Население составляет 5670 человек (2008 г.), плотность населения составляет 481 чел./км². Занимает площадь 12 км². Почтовый индекс — 24053. Телефонный код — 0363.
Покровителем коммуны является святой Бонифаций, празднование — в первое воскресенье октября.

## Демография
Динамика населения:

## Администрация коммуны
- Официальный сайт: http://www.comune.brignano.bg.it